# Program słownikowy
Program słownikowy – program komputerowy będący interfejsem dla baz słownikowych, który pozwala uzyskiwać definicje lub tłumaczenie wyrazów w dokumentach lub na stronach internetowych.
Do podstawowych cech słownika komputerowego można zaliczyć następujące:
- Liczba obsługiwanych słowników: programy obsługują jeden, wbudowany słownik (np. Słownik AJT), lub dowolną ich liczbę (np. Babylon Translator)
- Forma płatności: w przypadku słowników obsługujących wiele baz ich autorzy oferują darmowy interfejs i płatne słowniki lub płatny interfejs i darmowe słowniki.
- Tworzenie słowników: niektórzy producenci oferują wyłącznie produkowane przez siebie słowniki, natomiast inni oferują narzędzia produkcyjne, za pomocą których użytkownicy mogą budować słowniki na własny użytek lub na potrzeby wspólnoty użytkowników.
- Obsługa dokumentów: większość słowników obsługuje typowe dokumenty spotykane w komputerach, jak pliki Worda, pliki tekstowe, dokumenty HTML, pliki PDF, wiadomości w programach pocztowych i czytnikach grup dyskusyjnych; tłumaczenie można zwykle uzyskać za pomocą specjalnego skrótu klawiaturowego (niekiedy także myszy), ale niekiedy konieczne jest ręczne wpisanie wyrazu do interfejsu słownika.
- Obsługa alfabetów w bazach: nowoczesne słowniki komputerowe potrafią obsługiwać bazy słownikowe zapisane w alfabetach innych niż łaciński, jak alfabety dla języka rosyjskiego, hebrajskiego czy arabskiego; niektóre słowniki ograniczają się wyłącznie do alfabetu łacińskiego.
- Rozpoznawanie fleksji: wszystkie języki zawierają formy fleksyjne (np. odmiana rzeczowników czy czasowników) i słownik powinien automatycznie przekierowywać do formy głównej danego wyrazu; bardzo nieliczne programy (poza płatnymi), m.in. Babylon Translator, oferują taką funkcjonalność.
- Wyszukiwanie: większość słowników oferuje możliwość wyszukiwania wyrazów w bazie, albo metodą przyrostową (wpisywanie kolejnych liter wyrazu powoduje przewijanie listy haseł), albo metodą pełnotekstową, niekiedy z zastosowaniem warunków logicznych (przede wszystkim sumy i iloczynu logicznego) oraz wieloznaczników zastępujących jeden znak (?) lub dowolną ich liczbę (*). Pokrewnym problemem jest tutaj hipertekstowe powiązanie haseł, które pozwala łatwo sprawdzać znaczenie wyrazów w wyświetlanych definicjach.

Na polskim rynku dostępne są płatne programy słownikowe, jak System TL+ firmy LexLand, obsługujący słowniki dla różnych języków, a także angielskie słowniki firm pwn.pl, Techland i Young Digital Planet. Słowniki są też zawarte w programach tłumaczących, jak Translatica (pwn.pl), Tłumacz i Słownik Języka Angielskiego (Kompas), English Translator (Techland).
Do popularnych słowników dostępnych w Internecie można zaliczyć m.in.: Artefact Dictionary, Babylon Translator, Everest Dictionary, iFinger, Pardon, PopUp Dictionary, TheDict4Me, TopDictionary 2003, WordWeb, a także polskie słownik Ling, AJT i EasyRider.